# Gaiarine
Gaiarine – miejscowość i gmina we Włoszech, w regionie Wenecja Euganejska, w prowincji Treviso.
Według danych na rok 2004 gminę zamieszkiwało 6161 osób, 220 os./km².